# GLAAD
De Gay & Lesbian Alliance Against Defamation of GLAAD is een Amerikaanse non-profitorganisatie die zich inzet voor het stimuleren en bewaken van oprechte representatie van homo's, bi's en transgenders in de media als een manier om homofobie en discriminatie op grond van seksuele geaardheid en genderidentiteit te bestrijden. GLAAD is opgericht in 1985 in New York om te protesteren tegen de wijze waarop de New York Post in die tijd verslag deed van de aids-epidemie. Het werkterrein verlegde zich al snel naar Los Angeles: het hart van de Amerikaanse film- en televisie-industrie.
GLAAD wist onder andere de aandacht van het Amerikaanse en internationale publiek te richten op de door homohaat gemotiveerde moorden op Matthew Shepard en Brandon Teena (wiens levensverhaal onderwerp is van de film Boys Don't Cry). Ook sprak GLAAD zijn verontwaardiging uit over de antihomoteksten van Eminem en gaf het bekendheid aan de openlijk homoseksuele slachtoffers en hulpverleners van de terroristische aanslagen op 11 september 2001.

## Prijzen
Sinds 1990 reikt GLAAD jaarlijks prijzen uit aan media en personen die hebben bijgedragen aan een positieve en eerlijke representatie van homo's, bi's en transgenders. Een speciale award is de GLAAD Vanguard Award die uitgereikt wordt aan een entertainer die een significante bijdrage heeft geleverd aan de promotie van gelijke rechten voor lhbt'ers.

### Vanguard Award
1. 1993 - Roseanne Barr
2. 1993 - Tom Arnold
3. 1994 - Aaron Spelling
4. 1995 - Steve Tisch
5. 1996 - Sid Sheinberg
6. 1997 - Cristina Saralegui
7. 1998 - Cher
8. 1999 - Whoopi Goldberg
9. 2000 - Elizabeth Taylor
10. 2002 - Shirley MacLaine
11. 2003 - Eric McCormack
12. 2004 - Antonio Banderas
13. 2005 - Liza Minnelli
14. 2006 - Charlize Theron
15. 2007 - Jennifer Aniston
16. 2008 - Janet Jackson
17. 2009 - Kathy Griffin
18. 2010 - Drew Barrymore
19. 2011 - Kristin Chenoweth
20. 2012 - Josh Hutcherson
21. 2014 - Jennifer Lopez
22. 2015 - Kerry Washington
23. 2016 - Demi Lovato
24. 2017 - Troye Sivan

Anna Blamanhuis ·
Apollo ·
Çavaria ·
De Kringen ·
Delftse Werkgroep Homoseksualiteit ·
DITO! ·
Equality for Gays And Lesbians In The European institutions ·
European Pride Organisers Association ·
Federatie Studenten Werkgroepen Homoseksualiteit ·
FemFusion ·
Gay & Lesbian Switchboard ·
Gay and Lesbian Kingdom of the Coral Sea Islands ·
Gay Business Amsterdam ·
GLAAD ·
Het Roze Huis ·
Hirschfeld-Eddy Stichting ·
Homo LesBische Federatie Nederland ·
Homoconsumentenbond ·
Homogroep Wageningen ·
Human Rights Campaign ·
IGLHRC ·
IHLIA LGBTI Heritage ·
ILGA ·
ILGA-Europe ·
International Gay and Lesbian Human Rights Commission ·
Lesben- und Schwulenverband in Deutschland ·
LGB Alliance ·
Lhbt-studentenvereniging ·
Metropolitaanse Gemeenschapskerk ·
Mikpunt ·
Nederlandsch Wetenschappelijk Humanitair Komitee ·
Nederlandse Vereniging tot Integratie van Homoseksualiteit COC ·
Stichting OUT! ·
OutFront Minnesota ·
ProGay ·
Radical faeries ·
Regenbooghuis Brussel ·
Roze Actiefront ·
Roze Front ·
Roze Leeuwen ·
Roze Zaterdag ·
RozeLinks ·
Schorer ·
Stichting PANN ·
Trainbow Belgium ·
Transgender Netwerk Nederland ·
Verkeerd Geparkeerd ·
Wel Jong ·
Wissenschaftlich-humanitäre Komitee

 Portaal LHBT